# Parallélogramme
Pour les articles homonymes, voir Parallélogramme (homonymie).

Un parallélogramme ABCD.

En géométrie, un parallélogramme est un quadrilatère (polygone à quatre côtés) dont les diagonales se coupent en leur milieu. Leur point d'intersection est le centre de symétrie du parallélogramme. Ses côtés opposés sont parallèles et de même longueur. 

## Définitions équivalentes
En géométrie purement affine, un quadrilatère ABCD est un parallélogramme si et seulement s'il satisfait l'une des propriétés équivalentes suivantes :
- les segments {\displaystyle [{\rm {{AC}]}}} et {\displaystyle [{\rm {{BD}]}}} ont même milieu
- les vecteurs {\displaystyle {\rm {\overrightarrow {AB}}}} et {\displaystyle {\rm {\overrightarrow {DC}}}} sont égaux ;
- les vecteurs {\displaystyle {\rm {\overrightarrow {AD}}}} et {\displaystyle {\rm {\overrightarrow {BC}}}} sont égaux.

Si de plus les quatre sommets sont trois à trois non alignés, ces propriétés sont aussi équivalentes à la suivante : les côtés opposés sont parallèles deux à deux, c'est-à-dire : (AB) // (CD) et (AD) // (BC).
En géométrie euclidienne, sous cette même hypothèse, ces propriétés sont aussi équivalentes à :
- le quadrilatère est non croisé et ses côtés opposés sont de même longueur deux à deux ;
- il est convexe et ses angles opposés ont la même mesure deux à deux ;
- ses angles consécutifs sont supplémentaires deux à deux ;
- c'est un trapèze (non croisé) dont les bases ont même longueur.

## Propriétés
- Tout parallélogramme a un centre de symétrie : le point d'intersection de ses diagonales.
- Dans tout parallélogramme ABCD, on a l'identité du parallélogramme : {\displaystyle {\rm {{AC}^{2}+{BD}^{2}=2\left({AB}^{2}+{BC}^{2}\right)}}}.
- Les angles d'un parallélogramme qui se suivent sont supplémentaires.
- Les angles opposés sont égaux.

### Cas particuliers
- Un losange est un parallélogramme ayant au moins deux côtés consécutifs de même longueur[1]. Il est même équilatéral.
- Un rectangle est un parallélogramme ayant au moins un angle droit. Il est même équiangle.
- Un carré est un losange rectangle.

## Aire

L'aire d'un parallélogramme est égale à celle du rectangle de mêmes base et hauteur.

Soient {\displaystyle b} la longueur d'un côté du parallélogramme et {\displaystyle h} la longueur de la hauteur associée (distance entre les deux côtés de longueur {\displaystyle b}). L'aire {\displaystyle {\mathcal {A}}} du parallélogramme vaut :
{\displaystyle {\mathcal {A}}=b\times h.}
En fonction des longueurs {\displaystyle a,b} des côtés et de la mesure {\displaystyle \alpha } du petit angle, l'aire est donnée par : 
{\displaystyle {\mathcal {A}}=ab\sin \alpha .}
Avec les notations ci-dessus, l'aire est aussi donnée par le déterminant :
{\displaystyle {\mathcal {A}}=|\det({\overrightarrow {AB}},{\overrightarrow {AD}})|}
En fonction des longueurs {\displaystyle a,b} des côtés et des longueurs {\displaystyle d,d'}des diagonales,  l'aire est donnée par :
{\displaystyle {\mathcal {A}}^{2}=a^{2}b^{2}-{\frac {1}{16}}(d^{2}-d'^{2})^{2}={\frac {1}{4}}(d^{2}d'^{2}-(a^{2}-b^{2})^{2})},
ce qui redonne les formules d'aire dans le cas du rectangle ({\displaystyle d=d'})  et dans le cas du losange ({\displaystyle a=b}).

## Antiparallélogramme

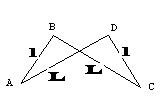
Un antiparallélogramme.

Un antiparallélogramme est un quadrilatère croisé dont les côtés opposés ont la même longueur deux à deux.
Dans un antiparallélogramme, les angles opposés ont la même mesure en valeur absolue.

## Équipollence et vecteurs

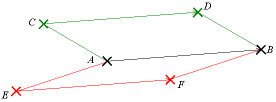
(C,D) et (E,F) sont équipollents à (A,B).

Il est désormais classique de définir la notion de parallélogramme à partir de celle de vecteur (voir supra) mais on peut inversement, à partir de la notion de milieu, définir (comme en introduction) celle de parallélogramme, puis celle d'équipollence de deux bipoints, et enfin celle de vecteur :
- on appelle bipoint tout couple de points (l'ordre des points a une importance) ;
- deux bipoints (A, B) et (C, D) sont dits équipollents si ABDC est un parallélogramme (la relation d'équipollence est une relation d'équivalence) ;
- on appelle vecteur {\displaystyle {\rm {\overrightarrow {AB}}}} la classe d'équivalence du bipoint (A,B), c'est-à-dire l'ensemble des bipoints équipollents à (A,B).

On retrouve alors qu'un quadrilatère ABCD est un parallélogramme si et seulement si {\displaystyle {\rm {{\overrightarrow {AB}}={\overrightarrow {DC}}}}}.